# Giacomo Cacciatore
Pour les articles homonymes, voir Cacciatore.
Giacomo Cacciatore, né le 26 novembre 1967 à Polistena dans la région de la Calabre, est un journaliste, un essayiste, un scénariste et un écrivain italien.

## Biographie
Cacciatore naît à Polistena dans la région de la Calabre en 1967. Diplômé en langues et littérature étrangère, il vit à Palerme et collabore comme journaliste avec le quotidien La Repubblica.
En Italie, il est l'auteur de plusieurs romans, nouvelles et essais. En France, il compte deux traductions. Son premier roman, L'Homme de dos (L'uomo di spalle), est traduit dans la collection Rivages/Noir en 2010 et son second titre, Parle plus bas (Figlio di vetro), est publié dans la collection Littérature étrangère de la maison d'éditions Liana Levi en 2007.
En 2015, il participe comme scénariste à la libre adaptation de son roman Figlio di vetro par le réalisateur Federico Cruciani, collaboration qui donne le film Il Bambino di Vetro.

## Œuvres

### Romans
- L'uomo di spalle (2005) Publié en français sous le titre L'Homme de dos, traduction de Françoise Brun, Paris, Payot & Rivages, Rivages/Noir no 796, 2010
- Figlio di vetro (2007) Publié en français sous le titre Parle plus bas, traduction de Françoise Brun, Paris, éditions Liana Levi, coll. « Littérature étrangère », 2007
- Salina. La sabbia che resta (2010)
- La differenza (2014)
- Se tornasse Natale (2015)

### Nouvelles
- Palermo, amore e coltelli. Storie minime (2002)
- L'abbaglio in 14 colpi al cuore (2002)
- Tagliata per la grande città in Anime nere reloaded (2008)
- Fotofinish (avec Gery Palazzotto et Valentina Gebbia, 2007)
- Il tratto nero in Bad Prisma (2009)
- La città incredibile. Racconti tra il vero e il probabile (2012)

### Essais
- Il terrorista dei generi. Tutto il cinema di Lucio Fulci (avec Paolo Albiero, 2004)
- Il mago dei soldi (avec Raffaella Catalano et Gery Palazzotto, 2009)

## Filmographie

### Comme scénariste
- 2015 : Il Bambino di Vetro de Federico Cruciani